# شقار كاروليني
الشقّار الكاروليني نوع نباتي ينتمي إلى جنس الشقّار من الفصيلة الحوذانية.

## البيئة والانتشار
موطنه وسط الولايات المتحدة.